# 堅尼地道6號及8號
堅尼地道6號及8號是香港兩幢單幢式住宅建築，分別位於香港島中西區中環半山區堅尼地道6號及8號，前者於1935年落成，後者則於1927年落成，但兩者外觀設計相同，均是揉合裝飾藝術的新古典建築風格，並被列為香港二級歷史建築。

## 歷史
堅尼地道8號由東亞銀行創辦人之一李冠春於1927年興建自住，其後於1935年在旁的堅尼地道6號加建供家族成員居住。建築的屋頂和厚木地板曾於1941年香港保衛戰期間被炸毀。
拆卸前堅尼地道6號全座空置，堅尼地道8號則只有李冠春三子李福慶的私人辦公室佔用四樓。建築於2010年被拆卸，重建為住宅君珀。

## 參看
- 李佩材家族